# Povrchová těžba

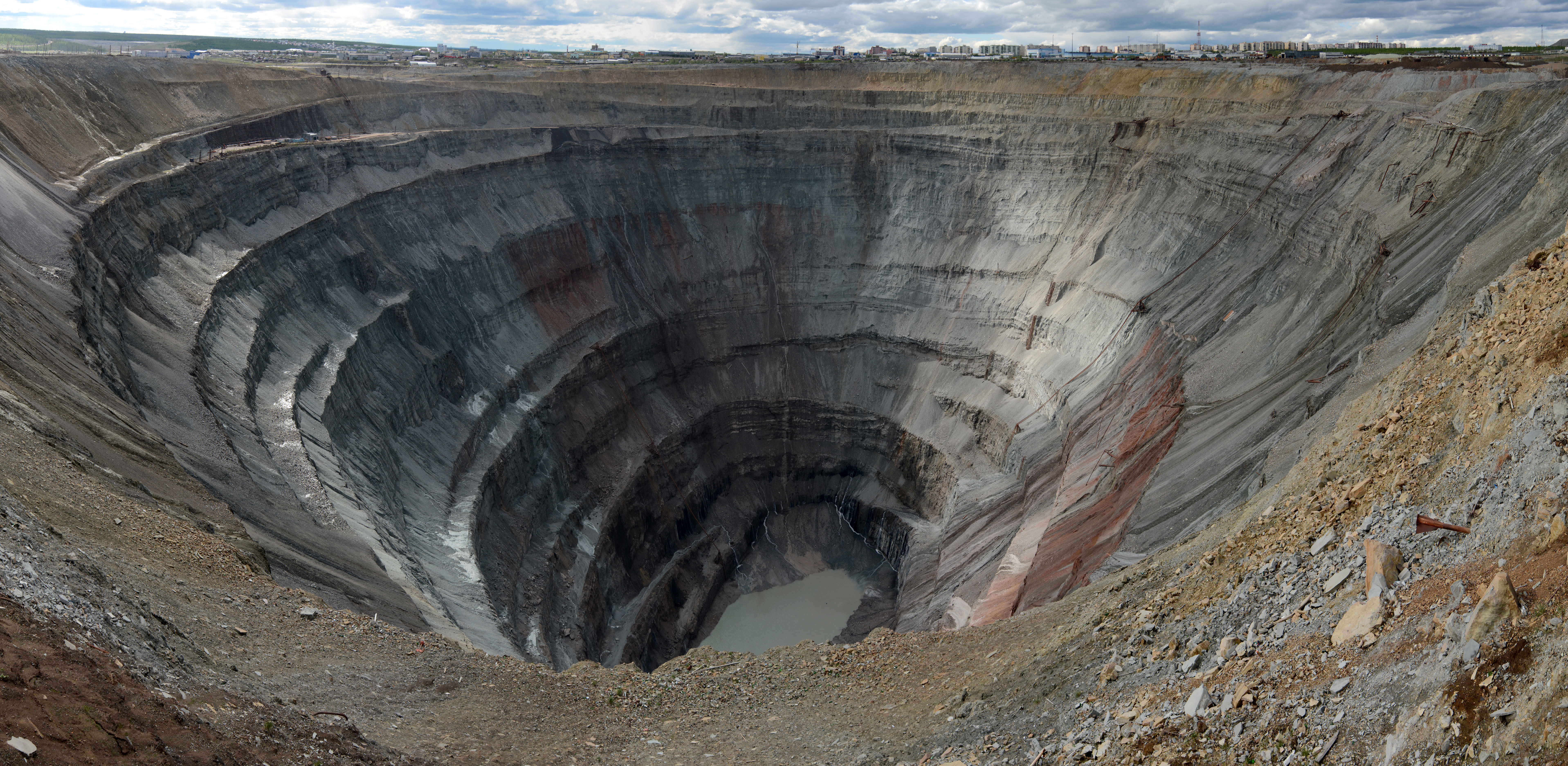
Diamantový důl Mirnyj v republice Sacha, Ruská federace

Povrchová těžba je způsob těžby, při kterém se nejdříve odstraní nadložní vrstvy, tj. zemina a sedimenty nebo hornina překrývající ložisko nerostu (nadloží, skrývka). Vlastní suroviny, například uhlí, rudy, kameniva nebo jinak využitelné horniny se následně odtěžují shora. Naopak při hlubinné těžbě (hlubinném dobývání nerostů) jsou nadložní vrstvy ponechány na místě.

## Klady a zápory

Panoramatický snímek povrchového dolu Garzweiler v Severním Porýní-Vestfálsku

Povrchová těžba se používá u ložisek, která jsou na povrchu nebo bezprostředně pod povrchem (písek, štěrk, rašelina), nebo v relativně malé hloubce řádově desítek metrů (hnědé uhlí).
Z hlediska vytěžitelnosti ložiska je povrchová těžba účinnější způsob dobývání než těžba hlubinná. Představuje však výraznější zásah do krajiny, který téměř vždy vede k nenávratné devastaci lokality a jejího okolí. Odstraněním veškerého rostlinstva a půdy jsou zničeny životní podmínky pro většinu živočichů. Dochází k zásahu do proudění povrchových i podzemních vod.

## Rekultivace
Plochy po povrchové těžbě jsou v podstatě mrtvé, podobají se měsíční krajině. Cílem rekultivace je uvedení tohoto území do stavu stabilního ekosystému. Původní požadavek navrátit postiženému území stejnou funkci, jakou mělo před těžbou, byl postupně opuštěn, mimo jiné proto, že je pro těžařské firmy výrazně náročnější.

## Povrchový důl
Povrchový důl je krajina přeměněná člověkem z původní přírodní krajiny za účelem povrchové těžby nerostných surovin.[zdroj?] Při těžbě stavebních materiálů se spíše používá označení lom. Povrchové doly často zabírají rozsáhlé plochy a představují výrazný zásah do krajinného rázu.

### Hnědouhelné povrchové doly v Česku
V České republice se hnědé uhlí dobývá převážně v Mostecké pánvi a v Sokolovské pánvi. Těžba je rozložena do několika povrchových dolů podle společností provádějících těžbu:[zdroj?]
- Lom Bílina, Lom Nástup – Tušimice (Libouš) (Severočeské doly, a.s.)
- Lom ČSA (Severní energetická, a.s.)
- Lom Vršany (Vršanská uhelná, a.s.)
- Lom Jiří, Lom Družba (Sokolovská uhelná, právní nástupce, a.s.)